# Mappianthus iodoides
Mappianthus es un género monotípico de plantas perteneciente a la familia Icacinaceae. Su única especie: Mappianthus iodoides Hand.-Mazz., es originaria de China. 

## Descripción
Son arbustos con las ramas jóvenes estrigulosas de color marrón a marrón amarillento, angular; con lenticelas de color gris, cilíndricas, glabrescentes: Las hojas con peciolo de 0.6-1.4 cm de largo,  adaxialmente acanalados, ; la lámina foliar abaxialmente de color marrón- amarillo al rojo-púrpura, adaxial verde oliva, angostamente elípticas a oblongas, raramente lanceoladas, de 8-17 × 3-7 cm, con el nervio medio prominente abaxialmente y con nervios laterales 3-6, por lo general con 5 pares. Las inflorescencias en cimas axilares, con brácteas más bien pequeñas y con flores fragantes.  El fruto es drupa de color verde o amarillo- verdoso que torna a naranja-amarillo o rojo-anaranjado.

## Distribución y hábitat
Es una especie escasa que se encuentra en los bosques, matorrales en alturas de 700-1900 metros, en Fujian, Guangdong, Guangxi, Guizhou, Hainan, Hunan, Yunnan, Zhejiang en China y también en el norte de Vietnam.

## Propiedades
El fruto es comestible, las raíces y tallos leñosos tienen un uso como planta medicinal.

## Taxonomía
Mappianthus iodoides fue descrita por Heinrich R.E. Handel-Mazzetti y publicado en Kaiserliche Akademie der Wissenschaften in Wien. Mathematisch-Naturwissenschaftliche Klasse. Anzeiger. 58: 150. 1921.
sinonimia
- Mappianthus tomentosus D.Fang[1]